# State Peace and Development Council
State Peace and Development Council (SPDC) var fram till mars 2011 det formella namnet på militärregimen i Myanmar som styrt landet sedan 1988. Rådet fick namnet 1997 då det bytte namn från State Law and Order Restoration Council (SLORC). SPDC består av de högsta militära befälhavarna och leds sedan den 23 april 1992 av general Than Shwe.